# New Brighton (Staten Island)
Pour les articles homonymes, voir New Brighton.
New Brighton est un quartier situé au nord de l'arrondissement de Staten Island à New York.
Le village de New Brighton a été incorporé en 1866.

## Personnalité
- Richard Adams Locke (1800-1871), journaliste américain, y est mort.